# Bräutigamseiche

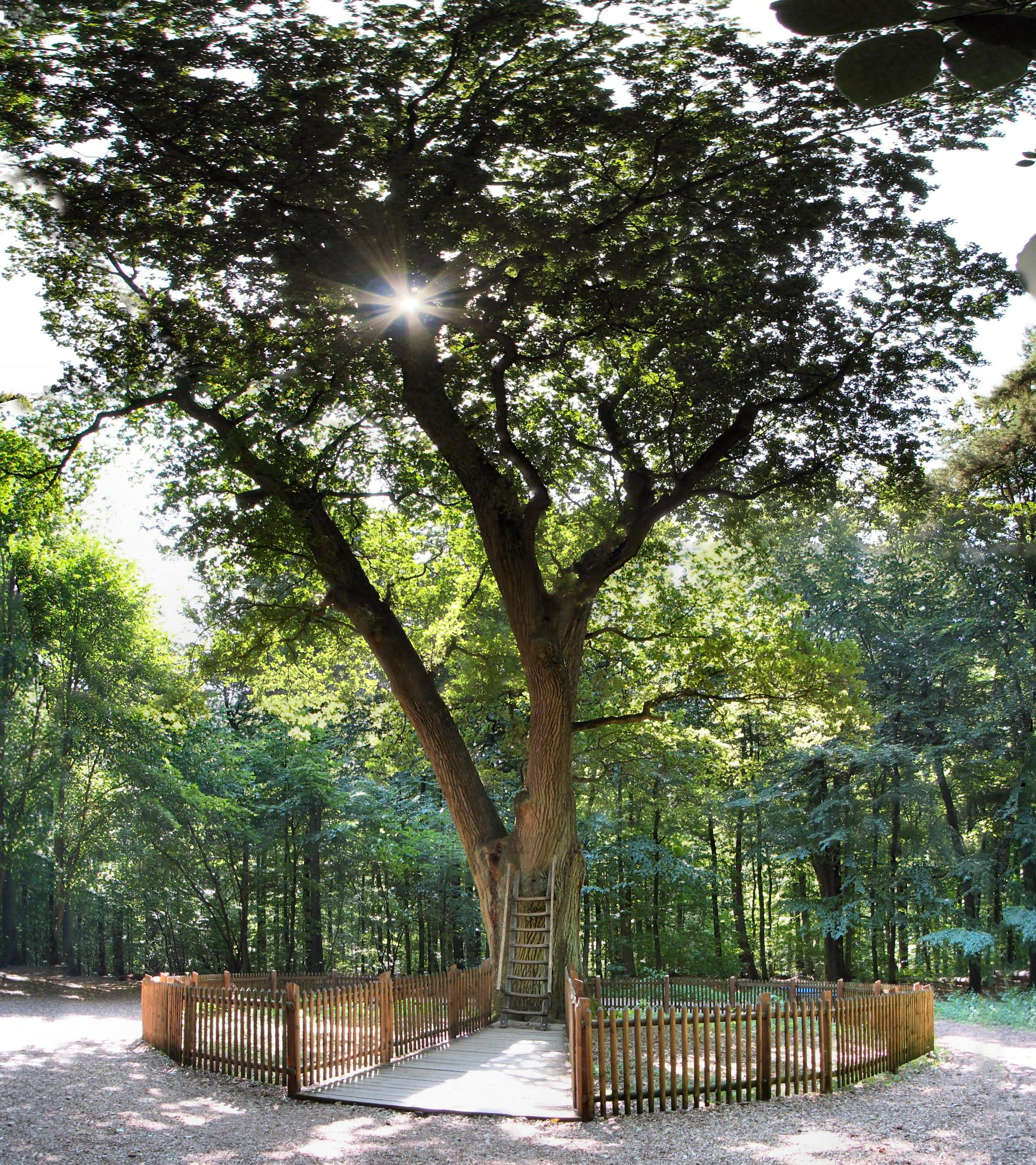
Die Bräutigamseiche

Die Bräutigamseiche ist eine Eiche in der Nähe des Forsthaus Dodau des Dodauer Forsts bei Eutin in Schleswig-Holstein. Sie war lange Zeit der einzige Baum der Welt mit einer eigenen Postanschrift und bringt Heiratswillige über einen toten Briefkasten in einem Astloch in Kontakt.

## Beschaffenheit
Überlieferungen zufolge ist die Doppeleiche inzwischen über 500 Jahre alt. Sie hat einen Umfang von 5 Metern, ist 25 Meter hoch und in der Krone 30 Meter weit. Den Platz rund um die Eiche schützt bis auf den Zugang mit einer Leiter zum Astloch ein Holzzaun.

## Sage und Brauchtum

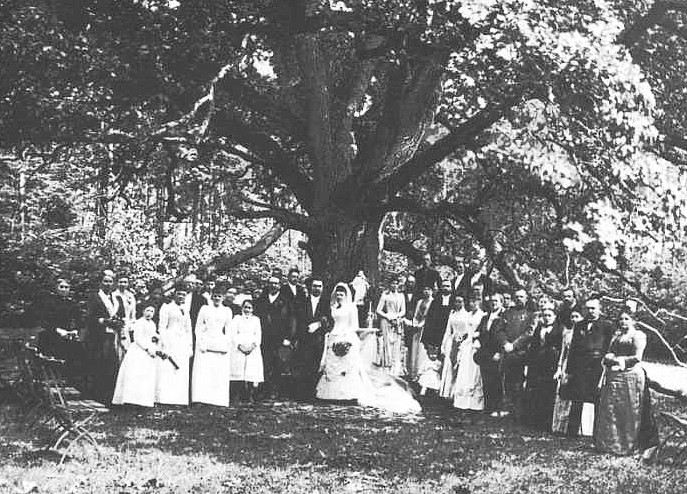
Eine Hochzeitsgesellschaft unter der Eiche, 1900.

Über die Pflanzung der Eiche gibt es eine Sage, wonach ein an einen Baum gebundener keltischer Fürstensohn hier im Wald von einem Christenmädchen befreit worden sei. Aus Dank darüber pflanzte er die Eiche. Fachleute glauben jedoch, dass diese Sage von christlichen Missionaren erfunden wurde, um den heidnischen Glauben an Eichen umzudeuten. Die Kirche feiert noch heute einen beliebten Pfingstmontagsgottesdienst an der Eiche. Auch ein interessanter Brauch soll hier gelegentlich gepflegt werden: Wenn ein Mädchen bei Vollmondschein schweigend und ohne zu lachen dreimal um den Baum geht und dabei an den Geliebten denkt, so wird sie noch innerhalb eines Jahres heiraten.
Zu seinem Namen kam der Baum aufgrund einer Eheschließung unter seinen Ästen. Am 2. Juni 1891 trauten sich Fräulein Ohrt, die Tochter des Dodauer Oberforstmeisters, und Schokoladenfabrikant Herr Schütte-Felsche unter dieser Eiche. Der Vater der Braut war zunächst gegen diese Verbindung und verbot den Kontakt, sodass die beiden Liebenden heimlich Liebesbriefe über ein Astloch dieses Baums austauschten. Nachdem der Förster einsehen musste, dass er gegen die Liebe machtlos war, gab er seinen Widerstand auf und ermöglichte so die Hochzeit unter dieser Eiche.

## Lage und Postanschrift

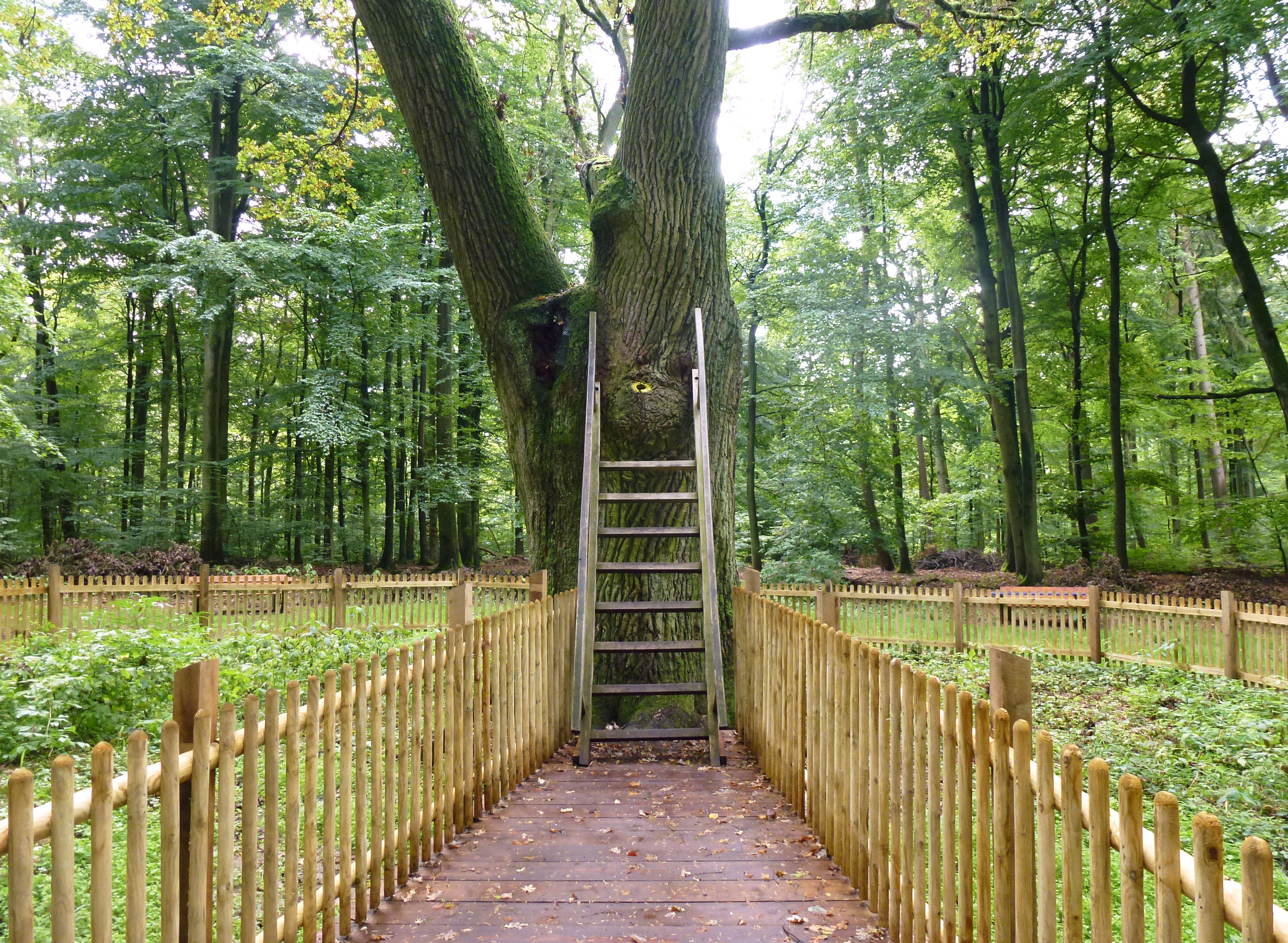
Treppe zum „Briefkasten“

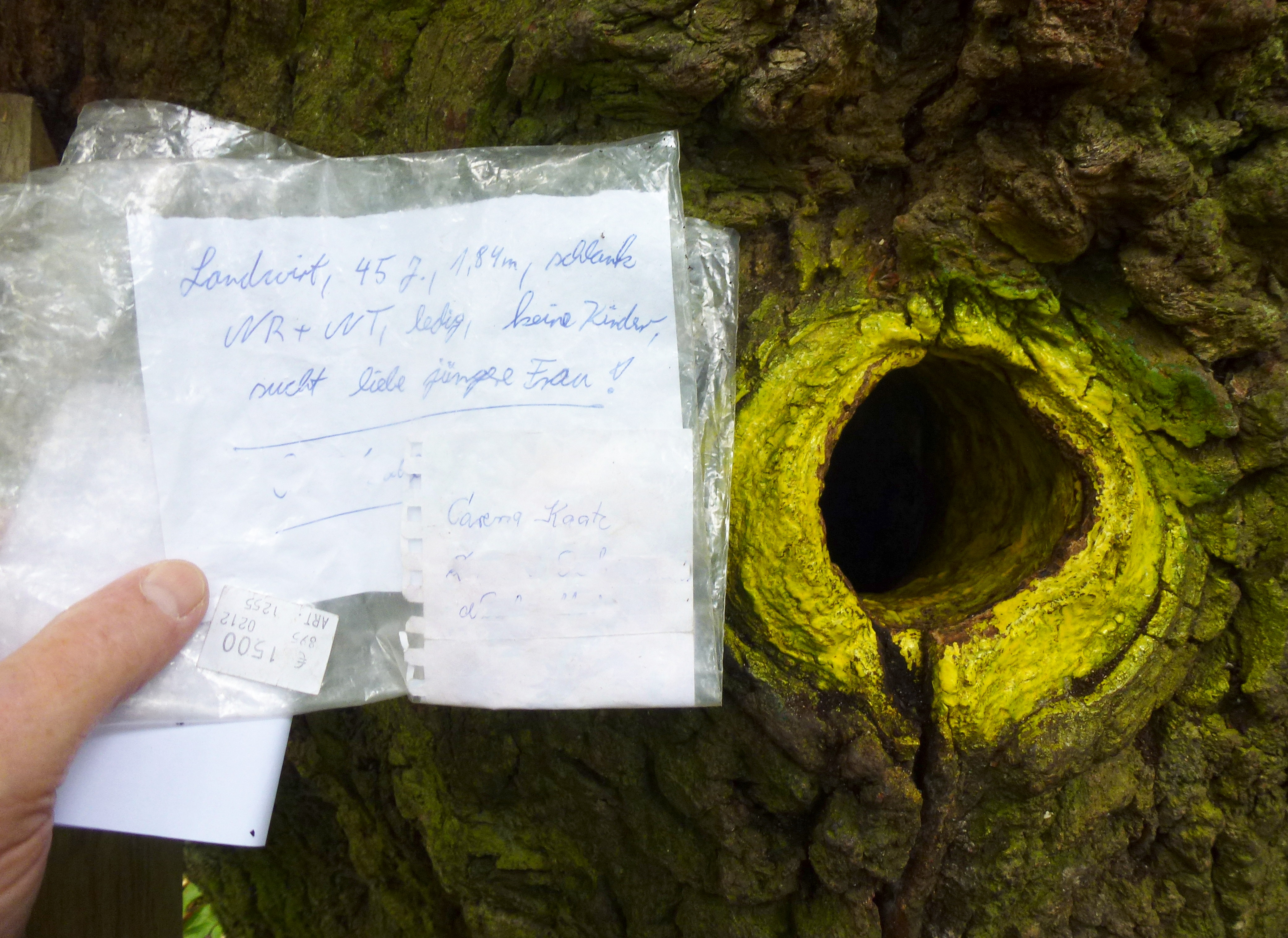
Post im „Briefkasten“ der Eiche

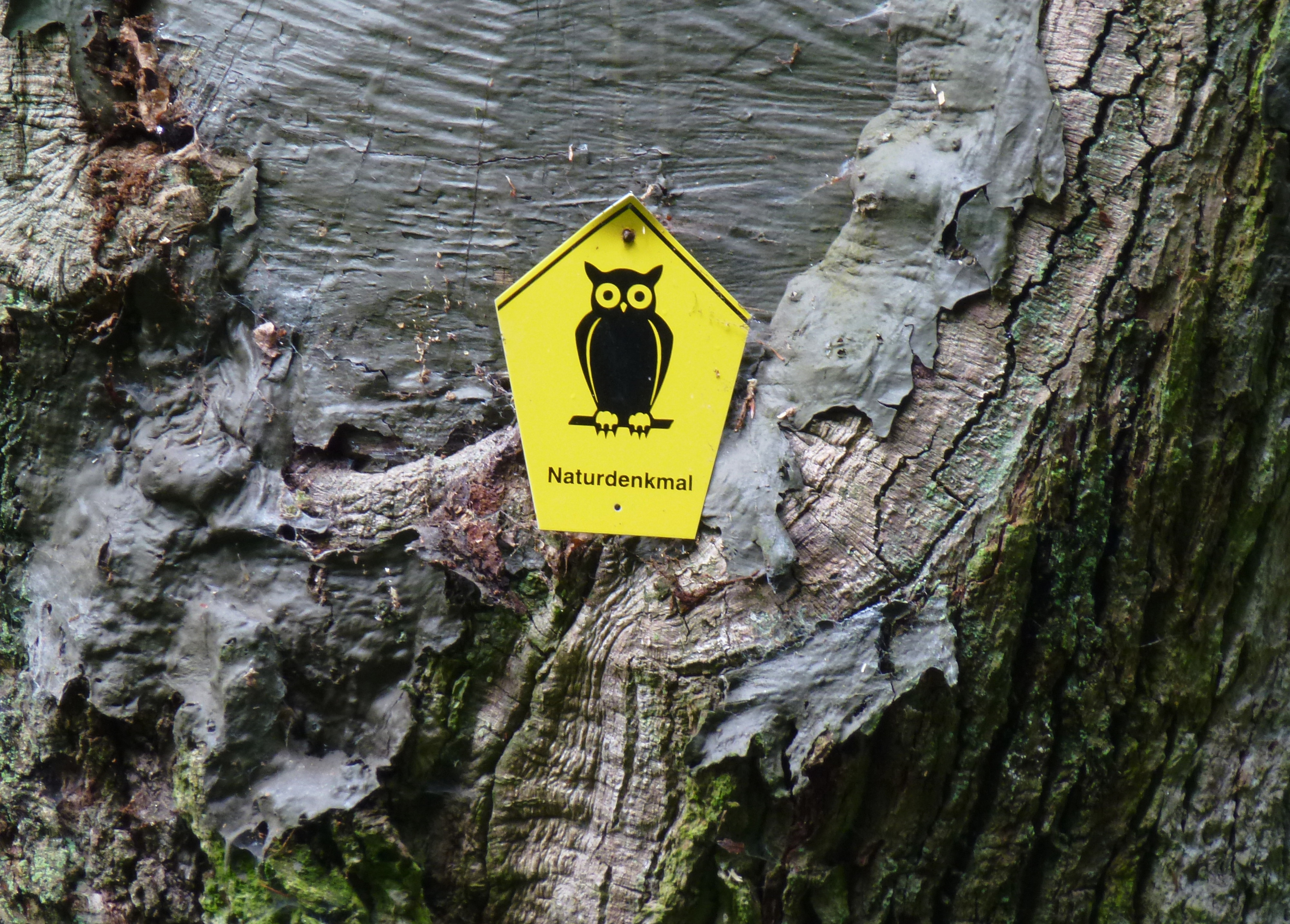
Die Naturdenkmal-Plakete der Eiche

Die Eiche befindet sich abseits eines Forstweges im Dodauer Forst, der von der B 76 Richtung Plön am Ende von Eutin abzweigt. Ein kleiner Wegweiser macht darauf aufmerksam.
Aufgrund obiger Vorgeschichte und der darauf folgenden Mundpropaganda ergab es sich, dass zahlreiche Menschen aus aller Welt diese Eiche anschrieben, um dort möglicherweise einen Leser zu finden, der sich des Schreibers annimmt. 1927 musste als Folge eine Leiter angestellt werden, und die Post begann, Briefe hierher zuzustellen. Die aktuelle Adresse lautet Bräutigamseiche, Dodauer Forst, 23701 Eutin.

## Eheanbahnung
Der Postbote deponiert von Montag bis Samstag zwischen 12:00 und 15:00 Uhr die bis zu 40 Briefe aus dem In- und Ausland in das am oberen Ende einer Leiter in drei Meter Höhe  befindliche 30 cm große Astloch. Die Briefe enthalten die Wünsche und Hoffnungen der Briefschreiber. Das Postgeheimnis gilt an diesem öffentlichen Briefkasten nicht. Jeder, der mag, kann die vorliegenden Briefe lesen und/oder mitnehmen und beantworten. Sowohl Männer als auch Frauen lesen die Briefe.
Inzwischen sind als Folge der über die Eiche eingeleiteten Korrespondenz und Kontaktaufnahme mehr als hundert Ehen geschlossen worden. Dabei kommt es auch zu Verbindungen mit Partnern aus anderen (Bundes-)Ländern. Ein damaliger Postzusteller der Bräutigamseiche wurde nach einer Fernsehsendung in den 1990er Jahren selber direkt von einer Saarländerin angeschrieben, die er später heiratete. Ein weiteres Beispiel ist ein Teilnehmer eines Kuraufenthaltes in Schleswig-Holstein, welcher hier den Brief einer Landsfrau aus Nordrhein-Westfalen fand, mit der er sich später vermählte.
Seit dem 25. April 2009 hat die Eiche selbst einen Partner, und zwar ist dies der zweite Baum Deutschlands, welcher eine eigene Postanschrift hat: Die Himmelgeister Kastanie, die seit Ende 2015 nur noch als toter Baumstamm existiert.

## Berichte und Zuschriften
Das Radio der Mongolei sowie das italienische und japanische Fernsehen haben bereits über die Bräutigamseiche berichtet. Auch das Deutsch-Lesebuch des Goethe-Instituts berichtet über den Baum. Post kommt unter anderem auch aus Afrika, China, Japan, Polen, Russland, Skandinavien, Südamerika und Taiwan.